# Rob Cohen
Robert "Rob" Cohen (Cornwall, estado de Nueva York; 12 de marzo de 1951) es un director de cine y televisión, productor y guionista estadounidense. Ha dirigido películas como Dragonheart (1996), Daylight (1996), The Fast and the Furious (2001), xXx (2002), Stealth (2005) y La momia: la tumba del emperador Dragón (2008).

## Biografía
Rob Cohen nació el 12 de marzo de 1949 en la ciudad Cornwall, en el estado de Nueva York, Estados Unidos. Se graduó por la Universidad de Harvard. Rob Cohen es judío. En el año 2006 se convirtió en un ávido surfista, siendo un gran aficionado. Ha dirigido numerosas cintas de acción en las cuales suele intervenir como actor en pequeños papeles o cameos. Es padre de trillizos; Zoe, Jasi y Sean, nacidos el 20 de marzo de 2008. En la actualidad está casado con Barbara Cohen. La boda se celebró en Bali en diciembre de 2006, lugar donde el director tiene una de sus casas.

## Filmografía

### Filmografía destacada
| Año  | Película/Serie                          | Notas                  |
| ---- | --------------------------------------- | ---------------------- |
| 1985 | Miami Vice (serie de televisión)        | Director (3 episodios) |
| 1985 | The Legend of Billie Jean               | Productor              |
| 1987 | The Witches of Eastwick                 | Productor ejecutivo    |
| 1990 | Bird on a Wire                          | Productor              |
| 1993 | Dragon: The Bruce Lee Story             | También guionista      |
| 1996 | Dragonheart                             |                        |
| 1996 | Daylight                                |                        |
| 1998 | The Rat Pack (TV)                       | Telefilme              |
| 2000 | The Skulls                              |                        |
| 2001 | The Fast and the Furious                |                        |
| 2002 | xXx                                     |                        |
| 2005 | Stealth                                 |                        |
| 2005 | xXx: Estate of the Union                | Productor ejecutivo    |
| 2008 | La momia: la tumba del emperador Dragón |                        |